# Calm Like a Bomb
Calm Like a Bomb is een single van de Amerikaanse band Rage Against the Machine. Het is afkomstig van het album The Battle of Los Angeles en is uitgebracht in 2000 als vierde single.

## Uitleg
De tekst Like Baldwin home from Paris refereert aan James Baldwin, een Afro-Amerikaanse schrijver die voornamelijk schreef over rassenhaat en seksuele problemen in de Verenigde Staten. Baldwin raakte zo gefrustreerd over de problemen dat hij 10 jaar lang in Parijs ging wonen. Nadat hij in 1960 terugkeerde naar de Verenigde Staten, nam hij actief deel aan mensenrechtenorganisaties.

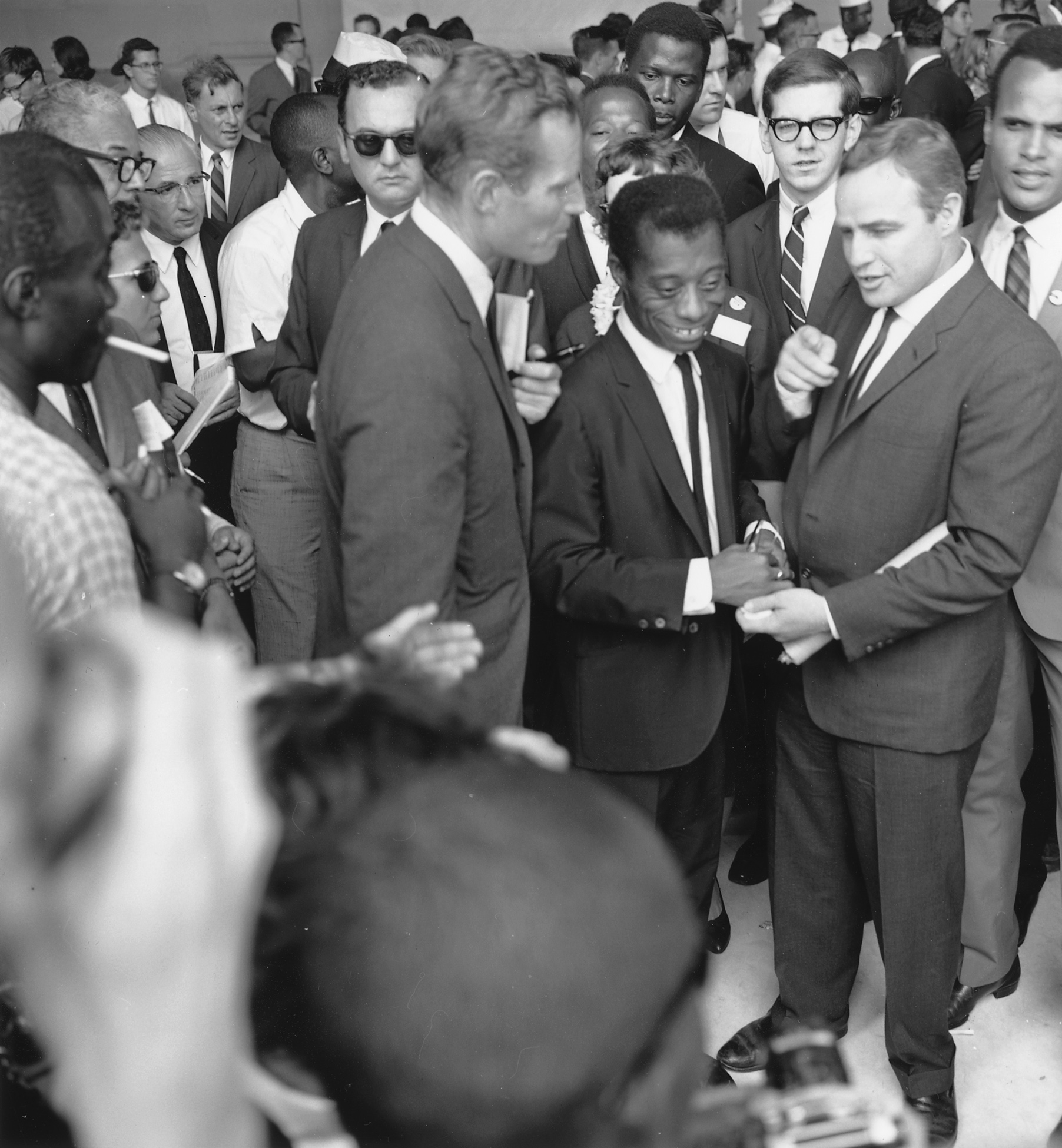
Een inspiratie voor Rage Against the Machine was James Baldwin (tussen Charlton Heston en Marlon Brando in, voorste drie mannen). Hij zette zich in voor de mensenrechten in de VS, zoals hier tijdens de Civil Rights March in 1963.

De tekst Born of Zapata’s guns gaat over Emiliano Zapata, een militaire leider in de Mexicaanse Revolutie in 1910-1919. Het doel van Zapata was om het land, dat eigendom was van de rijke landeigenaren, te veroveren en terug te geven aan de boeren. Zijn motto was ¡Tierra y Libertad!, wat land en vrijheid betekent. De leden van Rage Against the Machine hebben al meerdere malen gerefereerd aan Zapata en de Mexicaanse problemen.
Widow pig parrot is een belediging in de richting van Maureen Faulkner, de weduwe (widow) van Daniel Faulkner, een agent uit Philadelphia. Maureen Faulkner heeft meerdere malen gedemonstreerd voor de executie van Mumia Abu Jamal. Ook treedt zij op als woordvoerster voor het politiekorps in Philadelphia in de zaak-Jamal. Ook het nummer Voice of the Voiceless behandelt deze zaak.
Een van de kenmerken van de Ku Klux Klan was een witte puntmuts, waar naar gerefereerd wordt in de regel A whitehooded judge. Daarmee wil de band aangeven dat de jury in de desbetreffende zaak niet altijd op legale redenen oordeelt. A country's soul that reads 'post no bills gaat over de tekst Post no Bills, die op muren worden gespoten om te voorkomen dat er geen reclame op wordt geplakt. Een ander verhaal gaat dat de regering wil voorkomen dat er politieke boodschappen op muren worden geplakt.

### Gebruik in media
Het nummer is te horen aan het eind van de film The Matrix Reloaded. Tijdens deze aftiteling zijn fragmenten van het derde deel te zien. In het eerste deel van de Matrix-trilogie werd het nummer Wake Up ook al gebruikt.
Er bestaat een coverband genaamd Calm Like a Bomb (C.L.A.B.), die nummers van Rage Against the Machine spelen.

## Tracklist
1. "Calm Like a Bomb"